# Kompetencia (pedagógia)
A pedagógia kompetenciafogalma készségek és képességek együttesét jelenti, melyek segítségével valaki problémamegoldásra képes egy adott területen, jelenti továbbá az illetőnek azt a hajlandóságát is, hogy a problémamegoldásra való képességét alkalmazza és kivitelezze. A fogalom magában foglalja az illető tudását, tapasztalatait éppúgy, mint személyes adottságait.
A kompetencia a döntést, kivitelezést, megvalósulást szolgáló képességrendszer.

## A kompetencia összetevői
- ismeretek, tudás
- készségek-jártasságok
- személyes értékek
- attitűd
- személyiség
- motiváltság